# Курбанова, Наталья Курбановна
Наталья Курбановна Курбанова (31 января 1983 года, Махачкала) – российская гандболистка, линейная сборной России.

## Биография
Наталья родилась в Астрахани.

### Учёба
Окончила среднюю школу №14 города Астрахань. В 2001 году она поступила в Астраханский государственный университет. В 2007 году окончила спортивный факультет АГУ по специальности «педагог по физической культуре и спорту».
Работает в фитнес центре "Даир"

### Личная жизнь
11.07.2021 г. родила девочку

## Спортивная карьера
Гандболом начала заниматься с 11 лет в СДЮШОР №7 г. Астрахань.
Наталья Курбанова играла в составе ЖГК «Ростов-Дон» (2011-2012), Лада (Тольятти) (2006-2010), Звезда (2017), Астраханочка (до 2006, 2012-2013). В 2010-2011 гг. выступала за испанский клуб «Итчако».
В составе сборной России играла с 2003 года.

### Звезда(Звенигород)

#### 2016-2017
В 2017-2018 году в Чемпионате России сыграла 29 матчей, в которых забила 43 мяча.

#### 2017-2018
В 2017-2018 году в Чемпионате России сыграла 3 матча, в которых отличилась 6 раз.

## Игры в еврокубках
В 11 сезонах еврокубков Наталья забила в общей сложности 113 голов. Из них:
- В Лиге Чемпионов ЕГФ — 57
- В КОК ЕГФ — 38
- В Кубке ЕГФ — 28

В еврокубках Курбанова принимала участие в составе 5 клубов: «Астраханочка», «Лада», «Ростов-Дон», «Инчако» и «Звезда».

## Достижения
- Лига чемпионов ЕГФ (2): 2006/2007, 2010/2011
- Чемпионат мира среди молодёжи[14]
- Чемпионат России: 2007-2008
- Чемпионат Испании: 2010-2011
- Чемпионат России (2): 2006-2007, 2011-2012
- Кубок России: 2011-2012
- Кубок Испании: 2011
- Суперкубок Испании: 2011